# جوآن گوئست
جوآن گوئست که با نام جو گوئست نیز شناخته میشود، (انگلیسی: Jo Guest؛ زاده ۲۲ فوریهٔ ۱۹۷۲) مدل انگلیسی عکاسی گلامور است. 

## حرفه
او در کشور انگلستان، شمال شرقی داربی‌شر، و در شهر چسترفیلد  به دنیا آمد و زندگی کرد، و در مجله ی سان به عنوان یک دختر صفحه ۳ ظاهر شد. همچنین در مجله های اف‌اچ‌ام، و لودد و همچنین در یک ویدیو در پلی‌بوی نیز حضور داشته است.